# Dommages statutaires
En droit américain et en droit canadien, les dommages statutaires désignent tout dédommagement reçu dans le cadre d'une action civile, montant établi par un statut plutôt que sur la base de l'intensité du préjudice subi par le plaignant. Le législateur détermine les dommages statutaires dans le cas d'actes pour lesquels il est difficile d'établir le montant de la perte subie par la victime. Cette décision du législateur peut découler de la difficulté à estimer le montant des pertes, comme dans le cas de poursuites pour violation du droit d'auteur où le nombre d'infractions est inconnu. Il en va de même dans le cas où le préjudice est subjectif, comme dans le cas où une personne subit une violation de ses droits. Le dédommagement sert à la fois de dissuasion et de compensation. Les montants peuvent être établis au prorata du nombre d'incidents. Par exemple aux États-Unis, le Fair Debt Collection Practices Act donne automatiquement un montant de 1 000 US$ pour chacune des violations de ses dispositions. Les montants peuvent aussi être versés au prorata du nombre de jours, comme dans le cas de violations des droits de la personne. Le terme s'applique également quand les dommages sont un multiple d'un paiement légalement exigible, ce qui arrive fréquemment lors d'une infraction au copyright ou à la marque commerciale. 